# Бранд (шелфов ледник)
Шелфовият ледник Бранд (на английски: Brunt Ice Shelf) заема част от крайбрежието на Източна Антарктида, край Брега Керд на Земя Котс, в акваторията на море Уедъл част от Атлантическия сектор на Южния океан. Простира се на близо 150 km от залива Хали Бей на север, където се свързва с шелфовия ледник Станкомб-Уилс до залива Агуда на юг, където се свързва с континенталния ледник Доусън Ламптон. Ширина над 60 km.
Шелфовият ледник Бранд е открит през 1955 г., а през 1959 г. е топографски заснет и картиран от британска антарктическа експедиция и е наименуван в чест на Дейвид Бранд (1886 – 1965), британски метеоролог, организатор на експедицията.